# Полубригада

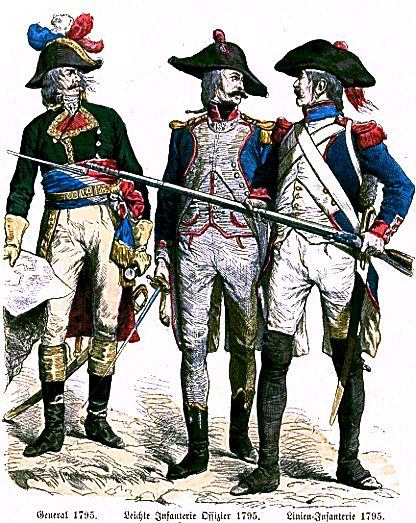
Генерал, офицер и солдат полубригады, Франция, 1795 год.

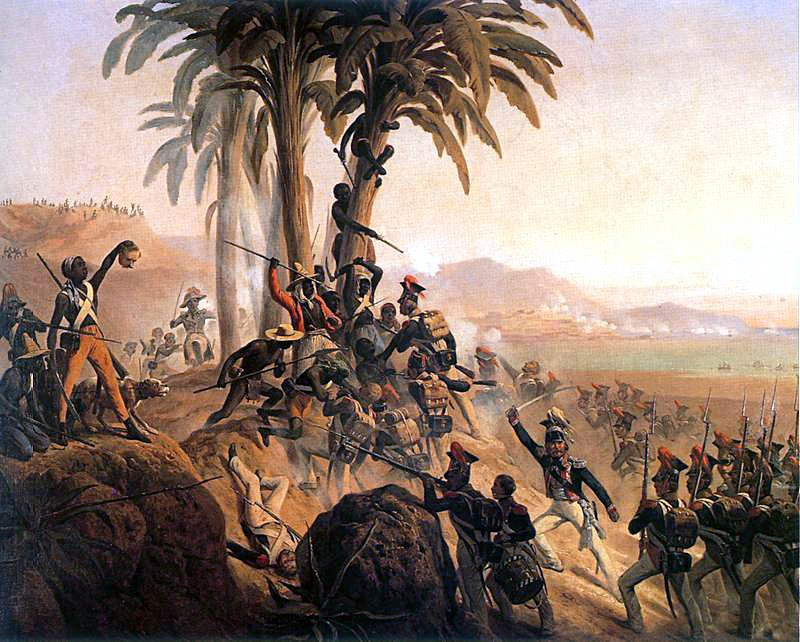
Картина Я. Суходольского, «Битва на Санто-Доминго», изображающая бой между 2-й и 3-й польскими полубригадами ВС Франции и гаитянскими революционерами.

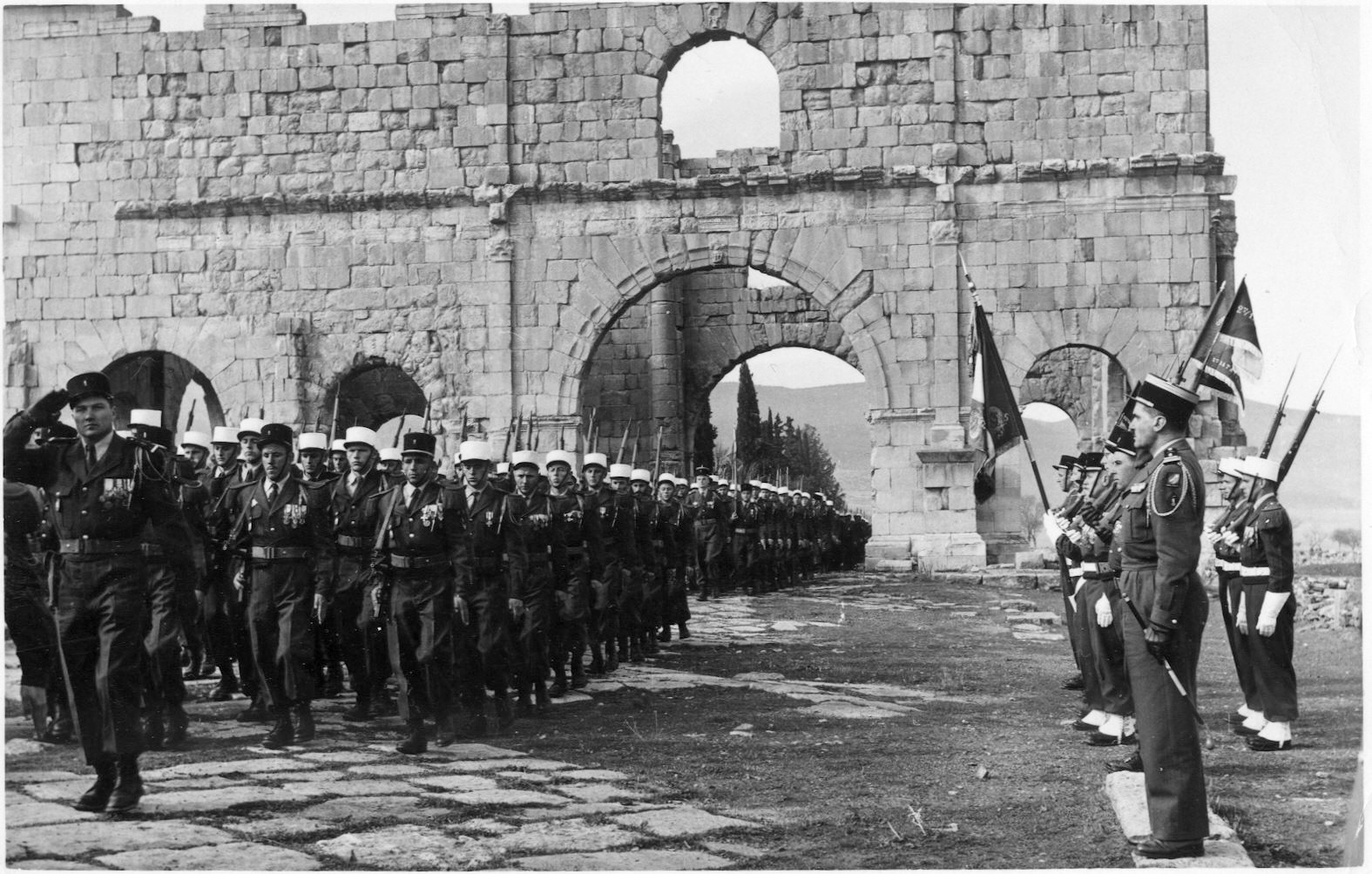
13-я полубригада, 1958 год.

Полубригада — воинское формирование, примерно равное половине бригады, в вооружённых силах некоторых государств.

## ВС Франции
В период 1789 — 1792 годов происходит постепенный развал системы дореволюционной французской армии, которая состояла из: 102 полков (23 — из них наёмные), 12 отдельных батальонов пехоты, 62 полков кавалерии, 14 батальонов артиллерии и 7 000 гвардии.
21 февраля 1793 года был принят декрет о слиянии линейных полков и гренадерских батальонов для создания полубригад.
Во Франции полубригады (фр. demi-brigades) были созданы в 1794 году как замена полкам (фр. régiments). Указом от 1794 года двухбатальонные полки заменялись на трехбатальонные «боевые полубригады» (фр. demi-brigades de bataille). Вызвано это изменение было желанием обеспечить необходимое качество войск при большом количестве новобранцев, в связи с переходом государства на мобилизационную систему комплектования войск. С этой целью каждой полубригаде выделялся один батальон профессиональных солдат и два батальона добровольцев. Первоначально было создано 198 полубригад (по другим данным 196), но уровень их эффективности оказался слишком низким, и в 1796 году было решено объединить их по две в новые «строевые полубригады» (фр. demi-brigades de ligne), которые в 1803 году были переименованы обратно в полки. По другим данным с 1798 года, при Наполеоне, полубригады были упразднены. Также когда Швейцария была превращена в Гельветическую республику, её вооружённые силы состояли в распоряжении французского правительства и в 1798 году было организовано шесть гельветских полубригад, из которых Наполеон образовал полк своей армии.
В более позднее время полубригады эпизодически сформировывались для выполнения отдельных заданий; в состав полубригады в таком случае входило два батальона. Чаще всего подобные соединения сформировывались в Иностранном легионе.

### Состав
Низшим подразделением в полубригаде являлась рота состоявшая из 65 — 90 человек личного состава. Девять таких рот, две из которых фузилёрные и одна гренадерская, составляли батальон в полубригаде. Три батальона образовывали саму полубригаду. В состав полубригады включалась батарея из 4 — 6 орудий. Всего в полубригаде было 2 700 человек личного состава. Таких полубригад линейной пехоты создано 196. Кроме того, организовано 30  полубригад лёгкой пехоты.

### В составе
До 1797 года высшим соединением сухопутных войск ВС Франции была дивизия. В состав дивизии входили четыре полубригады линейной и одна полубригада лёгкой пехоты, один — два полка конницы, одна рота пешей и одна рота конной артиллерии. Всего в дивизии было 10 000 — 12 000 человек личного состава.

### Формирования из поляков
1801 году после Люневильского мира Франция реорганизовала польские легионы своих ВС в три полубригады (1-ю, 2-ю и 3-ю) и один уланский полк. Вскоре после переформирования 2-я и 3-я полубригады были отправлены командованием ВС Франции для подавления антифранцузского восстания негритянского населения на остров Сан-Доминго. Во время резни местного населения 2-я и 3-я польские полубригады ВС Франции потеряли в боях и от болезней 2/3 личного состава.
1-я польская полубригада и уланский полк в это время оставались в Италии в качестве оккупационных войск, а в 1805 — 1807 годах участвовали в войне Франции с 3-й и 4-й коалициями.

### Современность
На данный момент существует 13-я полубригада, расквартированная за пределами Франции в Абу-Даби, ОАЭ.

## Австро-Венгерская империя
Венгерский ландвер в Австро-Венгерской империи также включал 28 пехотных полубригад, состоящих из 92 полевых гонведных батальонов, к которым при мобилизации присоединялись ещё два полевых батальона и 28 запасных батальонов.

## Российская империя
В 1827 году таможенная стража Российской империи получила военную организацию: в каждом таможенном округе были образованы бригады или полубригады, разделённые на роты, которые состояли из конных объездчиков и пеших стражников.